# Antonino Mancuso Fuoco
Pour les articles homonymes, voir Mancuso.
Antonino Mancuso Fuoco né le 13 juin 1921 à Capizzi (Province de Messine) en Italie et mort dans la même ville le 30 juin 1996 est un peintre naïf italien.

## Biographie
Antonino Mancuso Fuoco naît le 13 juin 1921 à Capizzi, dans la province de Messine, en Sicile.
Né dans une famille nombreuse paysanne, après des études élémentaires il travaille dans les champs tout en pratiquant en autodidacte la peinture. Il entreprend diverses activités sans succès et doit émigrer d'abord en Allemagne, puis à Turin où il approfondit sa passion pour la peinture, représentant les paysages de sa région natale.   
En juin 1971 il retourne dans sa ville natale et en 1973 il atteint la notoriété artistique grâce à une fiche parue en février  1973  dans le catalogue Bolaffiarte.
Par la suite ses œuvres sont exposées dans diverses galeries européennes ( Rome, Milan, Varsovie, Cracovie, Vienne, Paris ).
Au cours des dernières années, une maladie limite sa production artistique.
Antonino Mancuso Fuoco  meurt dans sa ville natale le 30 juin 1996.

## Liste non exhaustive d'expositions
- II Rassegna d’Arte Contemporanea, Nicosie, mars 1994.
- Museum Charlotte Zander, Bönnigheim (Allemagne).
- Musée international d'art naïf Anatole Jakovsky, Nice[3].
- Museo Regionale delle Tradizioni Silvo Pastorali (9 août - 31 octobre 2014) Mistretta [4].